# Núria Cadenes
Núria Cadenes i Alabernia (Barcelona, 18 de febrero de 1970) es una periodista y escritora española. Militante independentista catalana, es hija de Teresa Alabèrnia i Domènech. Firmó como Núria Cadenas hasta la publicación de Vine al sud, en 2008.

## Juventud
Durante su juventud estudió en la escuela Heura, de carácter laico y catalanista. Posteriormente participó en el movimiento estudiantil catalán de finales de los ochenta, siendo fundadora de la organización juvenil independentista Maulets.

## Encarcelamiento
La mañana del 9 de septiembre de 1988, cuando tenía 18 años, fue detenida en Barcelona en las inmediaciones de la Residencia de Oficiales del ejército español en compañía de otras tres personas. Fue acusada de intentar perpetrar un atentado contra la Residencia.[cita requerida]
En octubre de 1990 fue juzgada por la Audiencia Nacional junto a Jordi Petit, Jaume Palou y Guillem Godó por su participación en dicho atentado frustrado de Terra Lliure contra la Residencia de Oficiales en Barcelona. Todos los implicados negaron ante el tribunal pertenecer a la organización armada y haber participado en la citada acción. Se la acusó de pertenencia a banda armada, en concreto, a Terra Lliure; de un delito de estragos en grado de tentativa agravada por la relación con banda armada, así como de tenencia ilícita de armas con el agravante de haber borrado su número de serie. Los acusados fueron condenados en primera instancia. 
Tras su apelación, el Tribunal Supremo (Sala de lo Penal) en su sentencia de 30 de enero de 1992 decidió absolverla de la acusación de pertenencia a banda armada por falta de pruebas, pero mantuvo el resto de acusaciones. A pesar de que fue detenida sin que llevara armas o explosivos, el Tribunal consideró concluyentes las declaraciones de los otros procesados (en presencia de abogado) que la vinculaban con el intento de colocación de un artefacto explosivo (con tenencia ilícita de armas) en la Residencia de Oficiales. Fue condenada a seis años de prisión mayor y dos de prisión menor.
Sin embargo, en 2006, Palou y Godó exculparon a Cadenas de haber participado en el atentado, alegando que no pertenecía a Terra Lliure y que nunca había participado en ninguna de sus acciones.

## Puesta en libertad y actividad posterior
En octubre de 1992 fue puesta en libertad después de haber cumplido cuatro años de reclusión en distintas prisiones españolas. Tras ser puesta en libertad, volvió a Barcelona dónde estudió Historia en la Universidad de Barcelona y trabajó como traductora. Posteriormente se trasladó a Valencia, donde trabajó en la revista El Temps y en Acció Cultural del País Valencià y donde sigue residiendo.
A las elecciones al Parlamento de Cataluña del 28 de noviembre de 2010 cerró la lista por Gerona en la coalición electoral Solidaritat Catalana per la Independència. Por otro lado, en el primer Congreso Nacional del SI celebrado el 23 de febrero de 2011 en Manresa fue elegida Secretaria Nacional de Formación y Atención de los Adheridos de la formación independentista, y en su II Congreso en enero de 2013 celebró resultó elegida como presidenta. Solidaritat Catalana per la Independència.

## Obra literaria
Es la autora de diversos libros:
- Cartes de la presó (en castellano, Cartas desde la cárcel). Valencia: Eliseu Climent / 3i4, 1990 (cartas que la autora escribió a familiares y amigos durante su encarcelamiento) ISBN 978-84-7502-275-8
- El cel de les oques (en castellano, El cielo de las ocas). ISBN 978-84-8300-712-9
- L'Ovidi. València: Eliseu Climent / 3i4, 2002 (sobre el actor y escritor alcoyano Ovidi Montllor). ISBN 978-84-7502-649-7
- Memòries de presó (en castellano, Memorias de la cárcel). Valencia: Eliseu Climent / 3i4, 1994 ISBN 978-84-7502-423-3
- Vine al sud (en castellano, Ven al sur). 2008.
- AZ. València: Eliseu Climent / 3i4, 2009 (26 cuentos con las aventuras y desventuras de 26 personajes) ISBN 978-84-7502-829-3

- El banquer. Barcelona: Edicions de 1984, 2013.ISBN 978-84-15835-07-3
- Tota la veritat (La Magrana, 2016). ISBN 9788482648019
- Secundaris (Comanegra, 2018). ISBN 9788417188535
- Guillem. Barcelona: Amsterdam, 2020 ISBN 9788417918194 (sobre el Asesinato de Guillem Agulló)

## Premios Literarios
- Premi de narrativa Ciutat d'Elx (2008)
- XX Premi de la Crítica dels Escriptors Valencians de narrativa (2010)

- VII Premio Crims de Tinta (2016)
- Premio a la mejor novela del Valencia Negra (2020)